# 大島地区消防組合
大島地区消防組合（おおしまちくしょうぼうくみあい）は、鹿児島県奄美市、瀬戸内町、喜界町、龍郷町、宇検村、大和村によって組織される一部事務組合（消防組合）。

## 概要

### 所在地
- 消防本部・名瀬消防署 - 〒894-0006

鹿児島県奄美市名瀬小浜町27番5号
- 瀬戸内分署 - 〒894-1508

鹿児島県大島郡瀬戸内町大字古仁屋字芦瀬原1283番地の175
- 加計呂麻分駐所 - 〒894-2322

鹿児島県大島郡瀬戸内町大字瀬相字柳之手原186番地の2
- 喜界分署 - 〒891-6202

鹿児島県大島郡喜界町大字湾字久代真1588番
- 笠利分署 - 〒894-0511

鹿児島県奄美市笠利町大字里字門口422番
- 奄美空港出張所 - 〒894-0503

鹿児島県奄美市笠利町大字和野字長浜金久374番地の4
- 龍郷分署 - 〒894-0102

鹿児島県大島郡龍郷町大字瀬留字浜田原988番
- 住用分駐所 - 〒894-1202

鹿児島県奄美市住用町大字西仲間111番
- 宇検分駐所 - 〒894-3301

鹿児島県大島郡宇検村大字湯湾字大潟浜2937-83
- 大和分駐所 - 〒894-3104

鹿児島県大島郡大和村大字思勝字永良477番地1

### 管内の概要
- 管内人口 : 68,319人
  - 奄美市 - 43,328人
  - 瀬戸内町 - 8,884人
  - 喜界町 - 6,836人
  - 龍郷町 - 6,016人
  - 宇検村 - 1,766人
  - 大和村 - 1,489人

2018年（平成30年）4月1日現在
- 管内世帯数 : 36,949世帯
  - 奄美市 - 23,639世帯
  - 瀬戸内町 - 5,208世帯
  - 喜界町 - 3,219世帯
  - 龍郷町 - 3,028世帯
  - 宇検村 - 991世帯
  - 大和村 - 864世帯

2018年（平成30年）4月1日現在
- 管内面積 : 877.90 km2
  - 奄美市 - 308.28 km2
  - 瀬戸内町 - 239.65 km2
  - 喜界町 - 56.82 km2
  - 龍郷町 - 81.82 km2
  - 宇検村 - 103.07 km2
  - 大和村 - 88.26 km2

2018年（平成30年）10月1日現在

## 沿革
- 1989年（平成元年）
  - 4月1日 - 大島地区消防組合が発足。
  - 10月1日 - 業務を開始。
- 1994年（平成6年）4月1日 - 防災行政無線設備の運用を開始。
- 1998年（平成10年）5月12日 - 大島地区消防組合発足10周年記念式典・祝賀会を開催。
- 2007年（平成19年）3月25日 - 高機能消防指令センターを導入。
- 2009年（平成21年）5月1日 - 奄美市名瀬佐大熊ヘリポートの運用を開始。
- 2018年（平成30年）3月30日 - 大島地区消防組合ネットワーク環境事業の運用を開始。

## 組織
消防職員の実員は、2018年（平成30年）4月1日現在、156人（条例定数158人）となっている。
- 消防長
  - 消防次長（名瀬消防署長兼）
    - 総務課
      - 庶務係
      - 施設管理係
      - 財政係

    - 予防課
      - 予防係
      - 第一査察係
      - 第二査察係

    - 通信指令課
      - 第一通信指令係
      - 第二通信指令係

    - 警防課
      - 消防係
      - 警防係
      - 第一救急係
      - 第二救急係

    - 名瀬消防署
      - 庶務係
      - 施設管理係
      - 財政係
      - 消防係
      - 警防係
      - 第一救急係
      - 第二救急係
      - 予防係
      - 第一査察係
      - 第二査察係
      - 第一通信指令係
      - 第二通信指令係
      - 分署（瀬戸内、喜界、笠利、龍郷）
        - 庶務係
        - 予防係
        - 警防係
        - 救急係
        - （瀬戸内分署）加計呂麻分駐所
        - （笠利分署）奄美空港出張所

      - 分駐所（住用、宇検、大和）
        - 庶務係
        - 予防係
        - 警防係